# Katherine Stinson

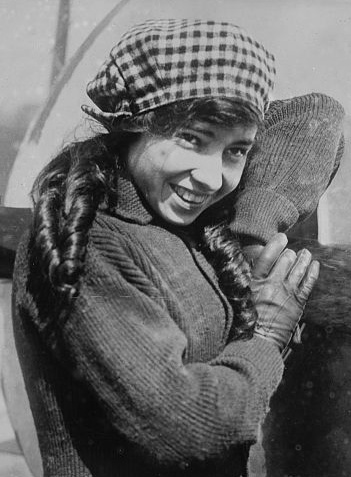
Katherine Stinson

Katherine Stinson (* 14. Februar 1891 in Fort Payne, Alabama; † 8. Juli 1977 in Santa Fe, New Mexico) war eine US-amerikanische Flugpionierin und Architektin. In der Frühzeit der Fliegerei erlangte sie große Bekanntheit durch ihre Schau- und Kunstflüge. Sie wurde als das „Flying Schoolgirl“ bekannt.

## Leben
Katherine war das erste von vier Kindern des Elektroingenieurs Edward Anderson Stinson und seiner Ehefrau Emma Beavers Stinson. Die Eltern trennten sich einvernehmlich, sodass Katherines Mutter sie und ihre Geschwister Edward jr. (genannt Eddie), Marjorie und John nach einem Umzug in den Bundesstaat Arkansas weitestgehend alleine aufzog. Katherine wurde liberal erzogen und begann sich als Jugendliche für Musik zu begeistern. Da die finanziellen Mittel der Familie nicht für eine Ausbildung Katherines zur Pianistin in Europa reichten, beschloss sie, als Pilotin das nötige Geld zu verdienen.
Nachdem Stinson bei mehreren Flugschulen abgewiesen worden war, erklärte sich der Fluglehrer Max Lillie aus der Nähe von Chicago bereit, Katherine zu schulen. Nach dreiwöchiger Ausbildung bestand sie den Prüfungsflug in einem Wright Model B am 24. Juli 1912 und erhielt als vierte Frau in den Vereinigten Staaten eine Fluglizenz. Wenig später kaufte sie ihr erstes eigenes Flugzeug und gründete mit Hilfe ihrer Familie im April 1913 die Stinson Aviation Company in Hot Springs. Katherine rückte von ihrem Plan, Musikerin zu werden, ab und begann stattdessen, gegen eine Gebühr mit Schauflügen vor Publikum aufzutreten und durch das Land zu touren. Aufgrund ihrer jugendlichen Erscheinung erhielt sie von den Zuschauern und der Presse den Spitznamen „The Flying Schoolgirl“ (dt.: „Das fliegende Schulmädchen“), obwohl sie beim Erwerb der Lizenz bereits 21 Jahre alt war. Durch den Transport von insgesamt 1333 Postkarten und Briefen zwischen den Poststationen in Helena und Washington, D.C. wurde Katherine im September 1913 die erste Postfliegerin der USA.

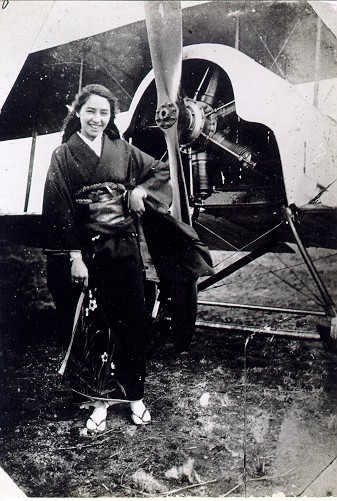
Katherine Stinson in Japan

Nachdem auch ihre Geschwister Marjorie und Eddie Fluglizenzen erworben hatten, zog die Familie nach San Antonio in Texas. Dort eröffneten sie die Stinson School of Flying, wo insbesondere Militärpersonal aus den USA und Kanada geschult wurde. Die Wetterbedingungen am neuen Standort eröffneten ihr ganzjährige Trainingsmöglichkeiten für ihre immer aufwändigeren und spektakuläreren Darbietungen. Bei einer Vorführung in Cicero Field in der Nähe von Chicago flog sie 1915 als erste Frau in den USA einen Looping, den sie wenig später zum „Dippy Twist Loop“ weiterentwickelte und in den Looping (am Scheitelpunkt des Aufschwungs) eine gerissene Rolle einbaute. In Los Angeles zeichnete sie im Dezember 1915 mit an den Tragflächen angebrachten Magnesiumfackeln die Buchstaben CAL an den Nachthimmel und wurde zu einer der ersten Himmelsschreiber der Luftfahrtgeschichte.
Ihre schnell wachsende Popularität ermöglichte es ihr, von Dezember 1916 bis zum Mai 1917 Japan und China zu bereisen, wo sie als erste Frau ein Flugzeug steuerte. Während der Tournee flog Stinson insgesamt 32 Vorführungen vor Tausenden von Menschen.
Nach dem Eintritt der USA in den Ersten Weltkrieg wurde die zivile Fliegerei stark eingeschränkt. Die Flugschule in San Antonio musste geschlossen werden, und die einzige Möglichkeit für Katherine, weiterhin Flugzeuge zu fliegen, war die Arbeit als Postfliegerin. Auch hier gelang es ihr, durch Distanz- und Geschwindigkeitsrekorde auf sich aufmerksam zu machen. Am 11. Dezember 1917 flog sie ohne Zwischenlandung von San Diego nach San Francisco und stellte mit 610 geflogenen Meilen ohne Zwischenlandung in 9 Stunden und 10 Minuten einen neuen Langstreckenrekord auf.
Die US-amerikanischen Streitkräfte suchten dringend Piloten für den Einsatz in Frankreich. Katherine Stinson meldete sich mehrfach freiwillig, wurde jedoch wegen ihres Geschlechts abgewiesen. Um etwas zu den Kriegsanstrengungen der USA beizutragen, unternahm Stinson im Juni 1917 mit ihrem Flugzeug eine Werbetour, um Geld für das amerikanische Rote Kreuz zu sammeln. Katherine meldete sich abermals freiwillig und diente schließlich als Krankenwagenfahrerin für das Rote Kreuz in England und Frankreich.
Während ihres Aufenthalts in Europa erkrankte Stinson an einer Grippe und später an Tuberkulose. Das zwang sie dazu, sich 1920 aus der kommerziellen Post- und Showfliegerei zurückzuziehen, wobei sie jedoch bis zu ihrem Tod Mitglied der Ninety Nines blieb und nachfolgenden Generationen von Pilotinnen freundschaftlich verbunden war. Sie siedelte nach Santa Fe über und wurde dort Architektin. Im Jahr 1928 heiratete sie den Juristen und ehemaligen Militärflieger Miguel Otero jr. Die Ehe blieb kinderlos, jedoch adoptierte das Paar die vier Kinder ihres Bruders John.
Nach ihrem Tod im Jahr 1977 wurde sie auf dem Nationalfriedhof von Santa Fe beigesetzt.

## Ehrungen

Katherine Stinson vor ihrer speziell für sie umgebauten Curtiss Stinson Special

- Im Jahr 2000 wurde Stinson posthum in die International Air & Space Hall of Fame des San Diego Air and Space Museums aufgenommen.[5]
- Als Erinnerung an den von Stinson durchgeführten ersten Postflug in Westkanada (von Calgary nach Edmonton im Juli 1918) bauten Freiwillige Helfer des Alberta Aviation Museums in Edmonton ihre Curtiss Stinson Special nach. Das Replikat entstand in ca. 20.000 Arbeitsstunden und ist seit 2006 Teil der Ausstellung.[6]
- In Gedenken an die beiden flugbegeisterten Stinson-Schwestern verleiht die amerikanische National Aeronautic Association (NAA) jährlich die Katherine & Marjorie Stinson Trophy an Frauen, die sich dauerhaft oder in herausragender Weise um die Rolle von Frauen in der Luft- und Raumfahrt verdient gemacht haben.[7] Der verliehene Pokal war ursprünglich als Auszeichnung der Firma Lockheed für Amelia Earhart gedacht und sollte ihr nach der erfolgreichen Weltumrundung mit ihrer Lockheed Vega überreicht werden. Nach Earharts Verschwinden war die Statue für einige Jahrzehnte im Besitz der American Legion, bevor der National Aviation Club (NAC; Vorgängerorganisation der NAA) die Trophäe umwidmete und an weibliche Piloten vergab.[8]
- Im September 2019 wurde Katherine Stinson posthum in die National Aviation Hall of Fame in Denver aufgenommen. Bei der Zeremonie wurde eine Medaille von der Astronautin Eileen Collins an Jan McKenzie, die Vorsitzende der Pilotinnenvereinigung Ninety-Nines, übergeben. Die Medaille ist dauerhaft im Texas Air Museum am Stinson Municipal Airport in San Antonio ausgestellt.[9]